# Podul Libertății din Veneția
Podul Libertății (în italiană Ponte della Libertà) este un pod rutier și feroviar care conectează centrul istoric al orașului Veneția (format dintr-un grup de insule) de țărmul continental. El reprezintă singura cale de acces pentru traficul rutier în Piazzale Roma și pe insula Tronchetto și pentru traficul feroviar în Gara Venezia Santa Lucia
Podul a fost construit în perioada 1931-1933 după proiectul inginerului Eugenio Miozzi și inaugurat de Benito Mussolini la 25 aprilie 1933 ca Ponte Littorio («Podul lictorului»), fiind singura cale de acces pentru vehiculele rutiere în centrul istoric al capitalei regiunii Veneto. La sfârșitul celui de-al Doilea Război Mondial a fost redenumit Ponte della Libertà pentru a onora eliberarea de sub dictatura fascistă și de sub ocupația nazistă. 

## Istoric

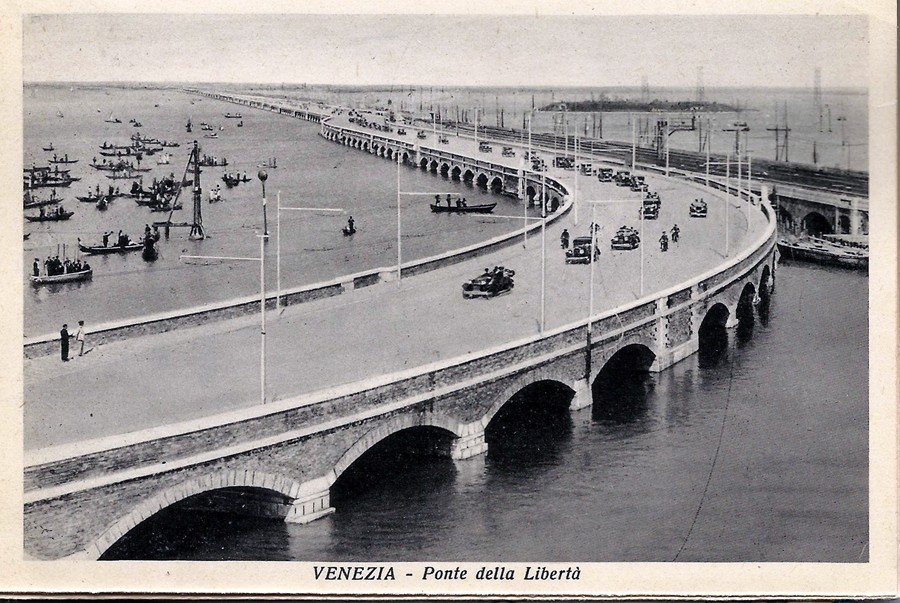
Inaugurarea Podului Libertăţii din Veneţia.

Încă din 1846, pe când Veneția era inclusă în Regatul Lombardia-Veneția, care a aparținut apoi Imperiului Habsburgic, a existat o linie de cale ferată care lega orașul de țărmul continental venețian. La 7 aprilie 1841 a fost semnat un contract preliminar cu antreprenorul Antonio Busetto, poreclit Petich, cu o garanție de 300.000 de lire sterline, și urma să fie onorat în patru ani și jumătate. Proiectul a fost realizat de Giovanni Milani, iar piatra de temelie a podului a fost pusă la 25 aprilie 1841, în prezența arhiducelui Ranieri, vicerege al Regatului Lombardia-Veneția (1818-1848). 
Lucrările de construcție au fost conduse de inginerul Andrea Noale, iar de realizarea armăturilor s-a ocupat inginerul Bermani. Pe parcursul executării lucrărilor, antreprenorul Antonio Busetto a fost asistat din prietenie de inginerul Pietro Modulo, o rudă a celebrului jurist din Padova, Antonio Modulo, autor, împreună cu Gio. Batta Cavalini, al faimosului Notarelon, primul inventar alfabetic analitic al actelor civile existente în oraș. La momentul construcției sale era cel mai lung pod din lume. Podul peste laguna venețiană a fost inaugurat la 11 ianuarie 1846 și a fost deschis publicului după 14 zile. 
După Primul Război Mondial s-a luat decizia construirii și a unui pod rutier către Veneția. Proiectul elaborat în 1931 de inginerul Eugenio Miozzi, care l-a preluat pe cel al inginerului Vittorio Umberto Fantucci cu o serie de modificări adecvate, prevedea flancarea căii ferate cu câte două benzi rutiere. Podul a fost construit în perioada 1931-1933, fiind inaugurat la 25 aprilie 1933 cu numele de Ponte Littorio de principii de Piemont Umberto și Maria José în prezența lui Benito Mussolini. A fost redenumit la sfârșitul celui de-al Doilea Război Mondial cu numele actual în memoria eliberării de sub regimul fascisto-nazist.
Podul feroviar, inițial cu două linii, a fost extins în anii '70 ai secolului al XX-lea pentru a conține patru linii. Cele două linii noi au intrat în folosință la 20 noiembrie 1978, dar la scurt timp cele vechi au fost închise pentru a fi reparate; utilizarea tuturor celor patru linii a început în 1984.

## Descriere
În prezent, acest pod este capătul drumului statal SR11 „Padana Superiore” (conectat la autostrada A4 Milano-Trieste) și este administrat de Veneto Strade. El are 3,85 km lungime și două benzi pe fiecare sens fără o bandă de urgență; benzile sunt flancate de două trotuare largi, care funcționează și ca piste pentru bicicliști. Ultima porțiune a podului (în apropiere de Veneția) are un singur trotuar, deoarece carosabilul către Veneția este extins la 3 benzi, cu o bandă rezervată pentru transportul public.
La intrarea sa în Veneția, în spatele gării Venezia Santa Lucia, ea oferă acces doar în Piazzale Roma, unde se află autogara din Veneția și garajele situate în zona portuară.